# Café de la Régence

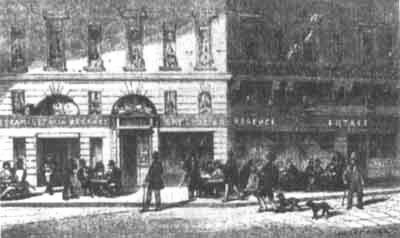
Café de la Régence

Café de la Régence – popularna paryska kawiarnia szachowa, w XVIII i XIX wieku miejsce spotkań wybitnych osobistości.

## Regencja
Kawiarnia powstała około 1688 roku w pobliżu Luwru, przy placu Palais-Royal. Początkowo nosiła nazwę Café de Palais-Royal, jednak w pierwszych latach panowania niepełnoletniego Ludwika XV (od 1715 roku) do kawiarni przylgnęła nazwa Regencja, z powodu częstych wizyt regenta, księcia Filipa Orleańskiego. Regenta, jak głosi tradycja, przyciągała głównie uroda żony właściciela, niemniej w 1718 roku kawiarnia oficjalnie otrzymała nową nazwę Café de la Régence.
Do 1740 roku kawiarnia przejęła szachową klientelę Café Procope i wkrótce stała się mekką miłośników królewskiej gry. Pierwszym legendarnym mistrzem szachownicy był Kermeur de Legal, który w kawiarni spędził prawdopodobnie większość życia. Grano często na stawki pieniężne. Dla szachowego profesjonalisty partie były niebagatelnym źródłem dochodów. Szachownice wypożyczano na godziny. Wieczorami, gdy zmierzch zmuszał szachistów do użycia świec, stawka była podwójna. Uczniem Legala był François Philidor, kompozytor i najwybitniejszy szachista XVIII stulecia. Philidor pokonał swojego mentora w 1755 roku.

## Okres świetności
W połowie XVIII wieku w kawiarni spotykali się przedstawiciele paryskiej inteligencji – pisarze, dziennikarze, politycy. Częstymi bywalcami byli encyklopedyści: Wolter, Denis Diderot, Jean-Jacques Rousseau i Jean le Rond d’Alembert. Przy kawiarnianym stoliku Wolter planował swoje kolejne posunięcia w korespondencyjnej partii szachów z Fryderykiem II Wielkim, królem Prus. Około 1760 roku Diderot pisał:
Paryż jest tym miejscem na świecie, a Café de la Régence tym miejscem w Paryżu, w którym gra się w szachy na najwyższym poziomie.
Kawiarnię chętnie odwiedzał miłośnik szachów Benjamin Franklin, który był wówczas ambasadorem Stanów Zjednoczonych w Paryżu, a także muzyk, pisarz, wynalazca i polityk – Pierre de Beaumarchais.
W 1777 roku pod fałszywym nazwiskiem księcia Falkensteina zawitał tu cesarz Józef II. Trzy lata później kawiarnia gościła Pawła I, przyszłego cara Rosji.
Pod koniec stulecia spotykali się tu najbardziej wpływowi francuscy politycy, m.in. rewolucjoniści Maksymilian Robespierre i Camille Desmoulins, a także przyszły król Neapolu Joachim Murat. Kawiarnia przetrwała burzliwe czasy Rewolucji Francuskiej, a w 1798 roku partię szachów rozegrał tu Napoleon Bonaparte. Marmurowy stolik, przy którym siedział przyszły cesarz, przez wiele lat zajmował honorowe miejsce w kawiarni, opatrzony odpowiednią adnotacją.

## Stolica szachów
W pierwszej połowie XIX stulecia Café de la Régence była siedzibą szachistów uważanych za nieoficjalnych mistrzów świata: Alexandre’a Deschapellesa, Louisa de la Bourdonnais i Pierre’a Saint-Amanta.
Nawiązywano coraz bliższe kontakty ze środowiskiem szachowym Londynu, który wyrastał na drugą stolicę szachów w Europie. W 1834 roku La Bourdonnais rozegrał zwycięską serię meczów z Alexandrem McDonnellem. W tym samym roku rozpoczął się mecz korespondencyjny pomiędzy reprezentacją kawiarni a Westminsterskim Klubem Szachowym, założonym trzy lata wcześniej.
W 1843 roku rozegrano w kawiarni mecz, który zakończył długoletnią dominację francuskich szachistów. Pierre Saint-Amant przegrał z Anglikiem Howardem Stauntonem (+6 -11 =4). W tym meczu Saint-Amant po raz pierwszy zastosował otwarcie, znane od tego czasu jako obrona Benoni, natomiast Staunton wprowadził do praktyki otwarcie 1.c4, któremu nadano nazwę partii angielskiej. Kolejnymi mistrzami Café de la Régence byli Lionel Kieseritzky i Daniel Harrwitz, którym jednak nie było dane odnieść sukcesów na miarę swoich poprzedników.

## W nowym miejscu
W 1855 roku, po krótkiej banicji na ulicę Richelieu, Café de la Régence powróciła w pobliże Luwru, na ulicę św. Honoriusza (Rue Saint-Honoré). Przeprowadzki były spowodowane generalną przebudową okolic Luwru. Kawiarnia otrzymała nowy wystrój, na poczesnym miejscu umieszczono popiersie Philidora. W 1858 roku Paul Morphy rozegrał tu słynną symultanę bez patrzenia na szachownicę przeciwko ośmiu silnym szachistom, wygrywając sześć partii i dwie remisując, a także pokonał w meczu Daniela Harrwitza (+5 -2 =1). W 1864 roku kawiarnię odwiedził Aleksander Pietrow, wybitny rosyjski teoretyk szachów. Grywali w niej jego rodacy Michaił Czigorin i pisarz Iwan Turgieniew, a także przybysze z Polski – Szymon Winawer i Dawid Janowski.
W XX wieku kawiarnia powoli traciła na znaczeniu jako ośrodek szachowy, jednak jeszcze przez ponad pięćdziesiąt lat była miejscem ważnych wydarzeń szachowych i gościła wybitnych szachistów, m.in. Ksawerego Tartakowera i Aleksandra Alechina.